# 小谷田子寅
小谷田 子寅（こやた しいん、1761年（宝暦11年）4月4日 - 1831年（天保2年）4月11日）は八王子千人同心の一人。1761年（宝暦11年）4月4日、武蔵国多摩郡川口村（現・八王子市川口町）に生まれる。通称は権右衛門、諱は昌亮。
学問を塩野光廸（鶏沢、塩野適斎の養父）に、剣術を真鏡斎（若菜主計）に、医術を岑貉丘に学んだ。また、天文学にも詳しく、西洋学を好んだという。1831年（天保2年）4月11日、死去。享年71。1964年7月23日、心源院（八王子市下恩方町）に建つ「子寅先生碑」が八王子市の文化財に指定された。同碑の撰文は塩野適斎、書は植田孟縉が担当した。